# Pleurothallis spathuliglossa
Pleurothallis spathuliglossa är en orkidéart som beskrevs av Frederico Carlos Hoehne. Pleurothallis spathuliglossa ingår i släktet Pleurothallis och familjen orkidéer. Inga underarter finns listade i Catalogue of Life.